# 路德维希·莱尔斯塔勃

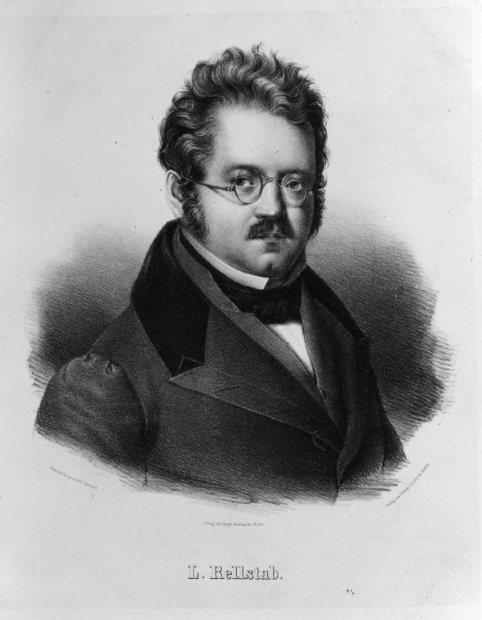
路德维希·莱尔斯塔勃

海因里希·弗里德里希·路德维希·莱尔斯塔勃（德語：Heinrich Friedrich Ludwig Rellstab，1799年4月13日—1860年9月27日）是一位德国诗人和音乐评论家。他出生并死在柏林，是音乐发行商和作曲家约翰·卡尔·路德维希·莱尔斯塔勃（Johann Carl Friedrich Rellstab）的儿子。
莱尔斯塔勃是一个有相当影响力的音乐评论家，正因如此，他对那些能用在19世纪中叶德国民族主义之目的上的音乐作品拥有影响力。由于他在法兰克福有“在音乐评论方面的有效垄断”和他的写作声望，莱尔斯塔勃的支持对于所有音乐家的事业（指有关德国民族主义的领域）都是重要的。
舒伯特的《天鹅之歌》的前七首歌采用了莱尔斯塔勃创作的歌词，而他的作品也曾被李斯特谱成歌曲。
他还有一点而为人熟知：贝多芬的第14钢琴奏鸣曲之著名别称“月光奏鸣曲”（德文：Mondscheinsonate）是其提出来的。

## 参注
1. ↑   Gooley, Dana. The Virtuoso Liszt. New York: Cambridge University Press, 2004. (See Gooley's discussion in Chapter 4, "Liszt and the German Nation, 1840-1843," 156-200 and especially p. 179.